# Laat een boodschap achter in het zand
Laat een boodschap achter in het zand  is een gedichtenboek geschreven door Bibi Dumon Tak, met illustraties van Annemarie van Haeringen. Het boek is verschenen op 19 september 2018 en werd in 2019 bekroond met een Zilveren Griffel.

## Inhoud
In dit boek staan gedichten over evenhoevigen, dieren met twee of vier tenen met hoeven. Het zijn gedichten, soms als tv-show, spreekbeurt, of WhatsApp-berichten. De dieren spelen altijd de hoofdrol.